# Lianhu
Lianhu (chiń. upr. =莲湖区; chiń. trad. 蓮湖區; pinyin Liánhú Qū) – jedna z dzielnic Xi’an. Według danych z 2018 roku Lianhu zamieszkuje ok. 700 tys. mieszkańców i zajmuje obszar 38 km². 
W skład dzielnicy wchodzi 9 osiedli: Beiyuanmen, Qingnianlu, Zaoyuan, Taoyuanlu, Tumen, Xiguan, Huanchengxilu, Hongmiaopo oraz Beiguan.